# Langpootvleermuis
De langpootvleermuis (Macrophyllum macrophyllum)  is een zoogdier uit de familie van de bladneusvleermuizen van de Nieuwe Wereld (Phyllostomidae). De wetenschappelijke naam van de soort werd voor het eerst geldig gepubliceerd door Heinrich Rudolf Schinz in 1821.